# 成長ホルモン

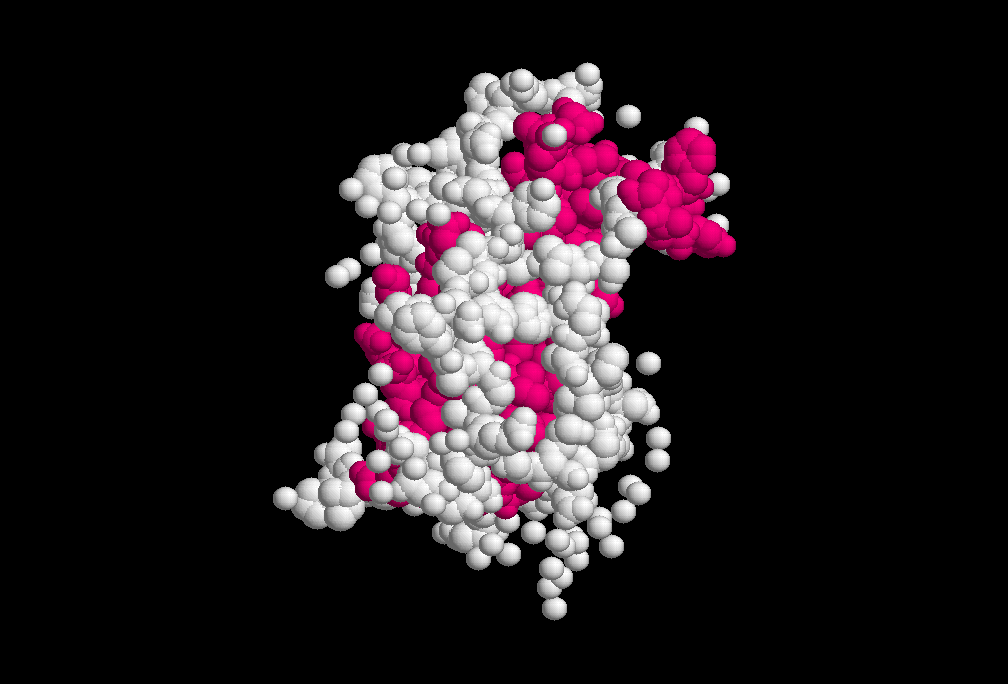
成長ホルモン

成長ホルモン（せいちょうホルモン、英: growth hormone、GH）は、脳下垂体前葉のGH分泌細胞から分泌されるホルモンである。ヒト成長ホルモンは特にhGH（英: human GH）と呼ぶ。

## 基本的特徴
主要な成長ホルモンは191個のアミノ酸からなり、分子量は22kDaである。プロラクチンと遺伝子構成・アミノ酸配列が近く、一つの祖先となる遺伝子が重複し、機能が分化したと考えられている。ヒト成長ホルモン遺伝子は17番染色体に位置する。
標的器官に直接働く場合と間接的に働く場合がある。間接的に働く場合、成長ホルモンが肝臓などにはたらきかけ、IGF-1（インスリン様成長因子-1、別名ソマトメジンC）を分泌させ、それらが標的器官に働きかける。

## 生理作用
成長ホルモンには成長に関する作用と代謝をコントロールする作用がある。

### 成長に関する作用
主にIGF-1を介して起こり、標的器官の細胞分裂を盛んにさせる。
- 骨の伸長 -- 幼児期に骨端の軟骨細胞の分裂・増殖を促し、骨を伸張させる。
- 筋肉の成長 -- 特定のアミノ酸の取り込みを促し、タンパク質合成を促進する。

IGF-1が欠乏する先天病として、ラロン型低身長症がある。また、IGF-1受容体が欠乏する先天病として、インスリン様成長因子1 (IGF-1) 不応症がある。また、糖質コルチコイドの分泌によってIGF-1産生が抑制されるほか、IGFBP-1の分泌によってIGF-1の作用が阻害される。
血中IGF-1の量は、前立腺癌、乳癌、結腸直腸癌の発生率と正の相関にある。牛乳にはIGF-1が含まれているものの、製造過程でIGF-1が壊れ、その吸収率も低いと考えられるので、癌リスクが低いと考えられている。断食にはIGFBP-1を増やしIGF-1を減らす効果があるとされ、60日毎に5日の断食を行うことが試みられている。また、グリシンにIGF-1を減らす効果があったとする動物実験の結果がある。

### 代謝に関する作用
成長ホルモンが直接作用する場合、IGF-1を介す場合の両方がある。
- 代謝促進 -- 炭水化物、タンパク質、脂質の代謝を促進する。
- 血糖値上昇 -- 肝臓でのグリコーゲン分解を促し、また抗インスリン作用（インスリンを抑制し、血糖値を上昇させる）を持つため、血糖値を一定に保つ。
- 恒常性の維持 -- カルシウム濃度などを一定に保ち、体内の恒常性を維持する。
- 体脂肪動員の促進 -- エネルギー不足の状態の時、脂肪組織から遊離脂肪酸の形で放出させる。

## 分泌調節
成長ホルモンはあらゆる因子によって分泌調節を受け、パルス状分泌をする。
視床下部から分泌される成長ホルモン放出ホルモン（GHRH）の作用を受けてGH産生細胞から分泌される。また視床下部からのソマトスタチンにより分泌が抑制される。
成長ホルモン自身によりネガティブフィードバックで分泌が抑制される。また、IGF-1も下垂体に作用してネガティブフィードバック機構により成長ホルモンの分泌を抑制する。

## 関連疾患
- 分泌不足 -- 成長ホルモンの分泌が小児期に少ないと、成長ホルモン分泌不全性低身長症（以前は下垂体性小人症と呼ばれていたが改称された[5]）をおこす。
- 分泌過剰 -- 成長ホルモンの分泌が亢進することにより、骨の成長が完成前であると巨人症をひきおこし、完成後であると末端肥大症をひきおこす。

## 成長ホルモンの利用

### 外部からの投与
- 成長ホルモン注射

1. 成長ホルモン分泌不全性低身長症の治療として（保険適用）
2. 運動能力向上薬物として
プロスポーツ界ではドーピングとして「競技会外検査で禁止されている物質」に定められている。
3. 美容・アンチエイジングとして
成長ホルモンの分泌は加齢と共に低下するため、美容外科などで利用されている。

- 舌下投与

舌下に成長ホルモンをスプレーし、粘膜から吸収する方法。日本では医薬品に分類される。

### 分泌促進
- 睡眠

成長ホルモンは睡眠中に2時間から3時間の間隔で下垂体前葉より分泌される。したがって、子供の成長や創傷治癒、肌の新陳代謝は睡眠時に特に促進される。
- 運動

一般的なレジスタンストレーニングや高強度の持久的運動などの、強度の高い運動を行なうと血中の成長ホルモン濃度は200倍程度に増加する。また睡眠中にも同程度に増加する。
- 加圧トレーニング[6]

体外から成長ホルモンを投与するのではなく、腕や足をベルトで加圧し血流量を制限することで体内からの成長ホルモン分泌増加を促すトレーニング方法。一般的なレジスタンストレーニングと比べ、低負荷強度の運動で成長ホルモンの分泌亢進が起こる。
- アルギニン負荷試験

成長ホルモン分泌不全性低身長症の補助診断に、人為的にアミノ酸のアルギニンを静脈投与し、成長ホルモンの増加反応を測定する方法。